# Parada de Lucas
Parada de Lucas è un quartiere (bairro) di classe bassa della Zona Nord del Comune di Rio de Janeiro, nello Stato di Rio de Janeiro, in Brasile. Il suo indice di sviluppo umano nel 2000 è stato di 0,745, collocato al 117º posto tra le 126 regioni analizzate della città di Rio de Janeiro. Confina con i quartieri Vigário Geral, Vista Alegre, Irajá e Cordovil, e anche con il comune di Duque de Caxias. Comprende Avenida Brasil, dove c'è una curva a gomito verso la Zona Ovest.
Il commercio locale consiste principalmente in bar e negozi di alimentari, prevalentemente guidati dai discendenti degli immigrati del Nordest.

## Amministrazione
Parada de Lucas fu istituito come bairro a sé stante il 23 luglio 1981 come parte della Regione Amministrativa XXXI - Vigário Geral  del municipio di Rio de Janeiro.

## Criminalità
Il quartiere ha alti indici di violenza.